# Flensburg-Express

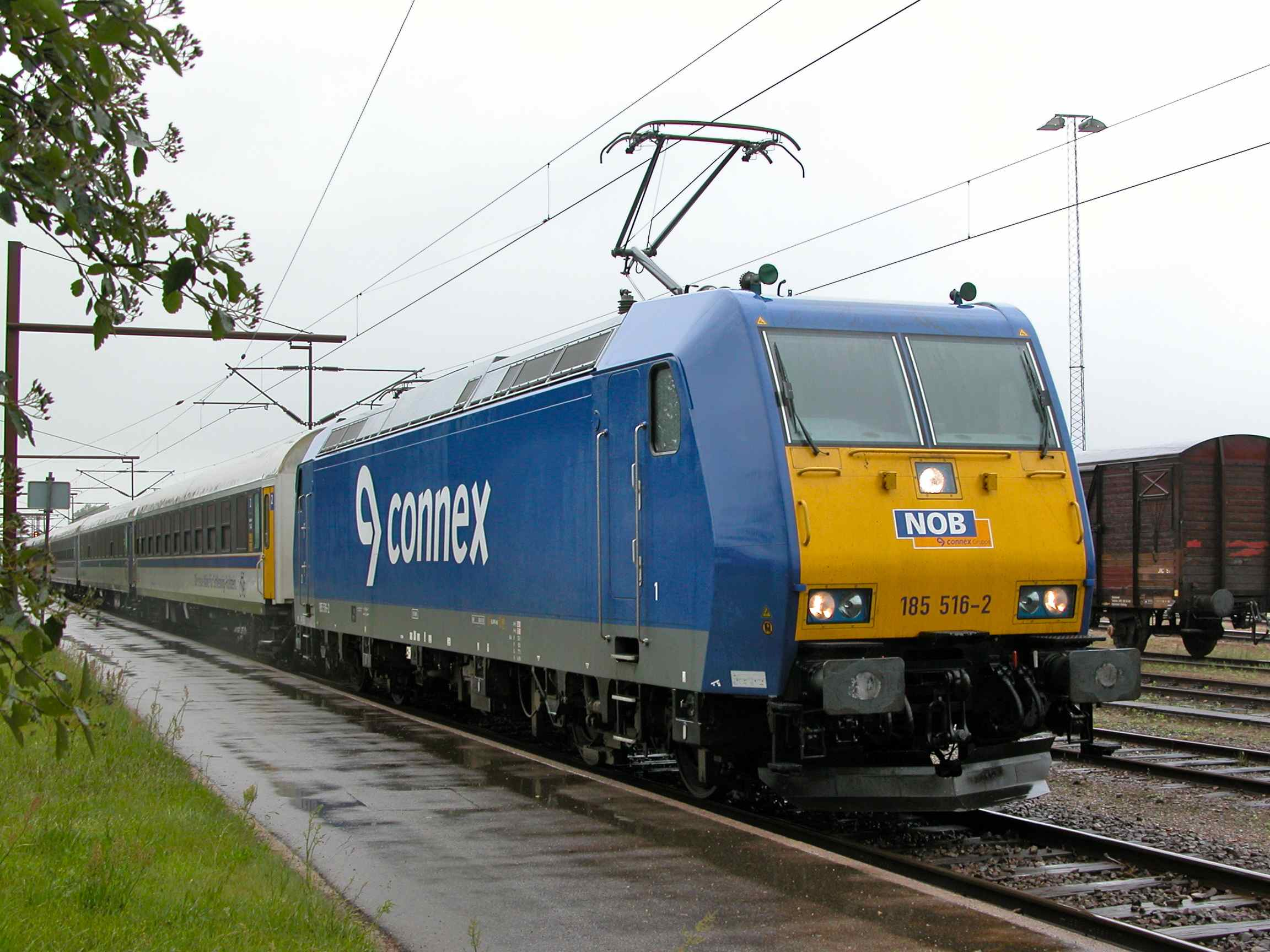
Flensburg-Express der NOB in Padborg (24. Juni 2004)

Als Flensburg-Express wurden von 2002 bis 2005 die durchgehenden Züge des Regionalverkehrs zwischen Hamburg und Flensburg bezeichnet, im Fahrplan wurden sie anfangs unter der Zuggattung FLX geführt.

## Geschichte
Die Strecke wurde bis 2002 von der Deutschen Bahn mit eigenwirtschaftlich betriebenem Fernverkehr (Interregio-Linie 12) und herkömmlichen Nahverkehrszügen bedient. Als das laut DB-Angaben unrentable IR-Angebot zum Fahrplanwechsel 2002 nahezu bundesweit eingestellt wurde, bestellte der Aufgabenträger, die Landesweite Verkehrsservicegesellschaft Schleswig-Holstein (LVS GmbH), nach kurzfristiger Ausschreibung einen Ersatzverkehr bei der Flex Verkehrs-AG. Diese nahm den Betrieb mit modernen Elloks der Baureihe ES64U2 Taurus von Siemens Dispolok und gebrauchten Reisezugwagen auf. Die Wagen der ersten Klasse sowie die Speisewagen bestanden aus ehemaligem Intercity-Material der DB, die der zweiten Wagenklasse aus Halberstädter Schnellzugwagen. Äußerlich fielen sämtliche Wagen durch die Lackierung in silber/orange mit dem großen, blauen FLEX-Schriftzug auf, während die bei Betriebsaufnahme noch nicht modernisierte Inneneinrichtung vieler Wagen nicht besonders attraktiv war.
Nach der überraschenden Insolvenz der Flex Verkehrs-AG erhielt die Nord-Ostsee-Bahn nach einer erneuten Preisanfrage der LVS den Auftrag, den Verkehr ab dem 1. November 2003 bis zu einer Neuvergabe der Verkehrsleistung aufrechtzuerhalten. Sie durfte die geschützte Markenbezeichnung FLEX jedoch nicht führen und bezeichnete ihre Züge lediglich mit dem Begriff „Flensburg-Express“ (dieser unterliegt nicht dem Markenschutz). Zum Einsatz kamen zunächst weiterhin die Dispoloks von Siemens, später dann Connex-eigene Lokomotiven der Baureihe 185. Die Wagenparks bestanden großteils aus ehemaligen InterConnex-Fahrzeugen, ergänzt durch ABm- und Bm-Wagen in dunkelgrüner Lackierung. Einen bewirtschafteten Speisewagen wie zuvor beim Flex gab es nicht mehr, dafür wurden die Reisenden per Trolley am Platz bedient.
Die Neuausschreibung der Strecke konnte schließlich die DB über ihre Tochter Regionalbahn Schleswig-Holstein, für sich entscheiden. Seit Dezember 2005 verkehrte der als Schleswig-Holstein-Express beworbene Regional-Express zwischen Padborg und seit 2010 nur noch zwischen Flensburg und Hamburg Hbf, womit die Geschichte des „Flensburg-Express“ endete.

Speisewagen:  _________________________________________________________________________________________________
Die 6 eingesetzten Speisewagen vom Typ ARmz 211 hatten 2002/2003 folgende Wagennummern:
61 80 85-95 515-7
61 80 85-95 522-3
61 80 85-95 524-9
61 80 85-95 536-3
61 80 85-95 546-2
61 80 85-95 554-6

Alle Wagen sind tatsächlich 2024/2025 noch erhalten, allerdings haben sich die Wagennummern wie folgt geändert:

61 80 85-95 515-7  ----  61 85 88-95 515-2  CH-SWTR  Einsteller: Prestige Continental Express (Le Rubis Noir)
61 80 85-95 522-3  ----  56 80 85-95 153-7  D-BRM, scheinbar Schweizerische Speisewagen-Gesellschaft
61 80 85-95 524-9  ----  56 80 85-95 154-5  D-SEL (Re Design 2007 für ALEX 2) – in Revision
61 80 85-95 536-3  ----  56 80 85-95 155-2  D-TRAIN
61 80 85-95 546-2  ----  56 80 85-95 156-0  D-SEL (Re Design 2007 für ALEX 2)
61 80 85-95 554-6  ----  56 80 85-95 157-8  D-SEL (original Inneneinrichtung) – in Revision
Quelle: Revisionsdaten.de sowie SEL Datenbank – Stand 23.01.2025.